# Schneider Csilla Krisztina
Schneider Csilla Krisztina („SCSK”) (Budapest, 1972. május 8. –) festőművész.

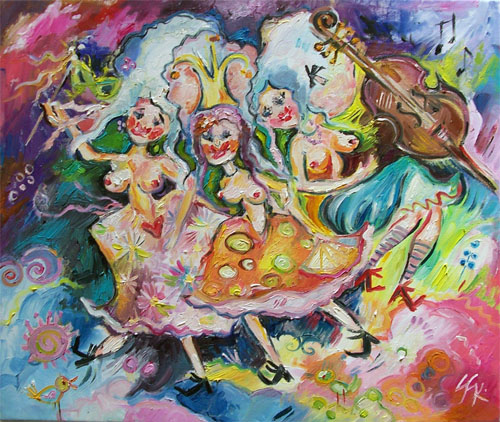
SCSK: A három grácia, 2007.

## Élete
Budapesten született, majd a Bács-Kiskun megyei sváb településen, Hartán töltötte gyermekéveit. Később első diplomamunkáját is a falu néprajza, a híres hartai bútorfestészet ihlette. Az ország több városában végezte képzőművészeti, festészeti tanulmányait. Ennek a sokoldalú képzésnek köszönhetőek szerteágazó képzőművészeti tevékenységének megnyilvánulási formái.
Művei hazai és külföldi magángyűjteményekben, illetve galériákban lelhetőek fel. Jelenleg Dunaföldváron él, de nem kizárólag itt alkot. Táblaképfestészete mellett szekkói, egyedi festett bútorai országszerte láthatóak.

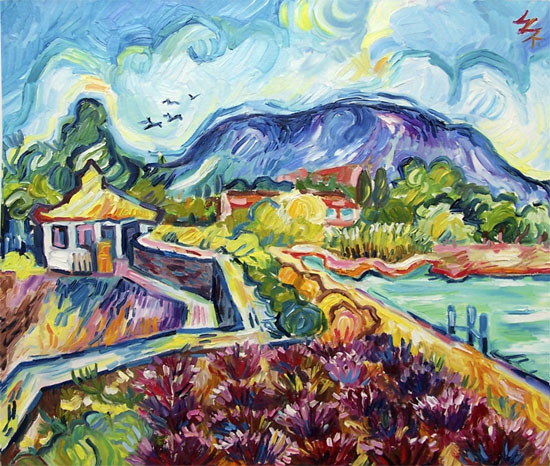
SCSK: Badacsonyi nyár, 2008.

## Alkotói arc
Festményei a kezdetektől fogva kolorista expresszivitásra, és egyéni stílusban értelmezett karakteres kifejezésmódra épülnek. Kezdetben utca és városképeket láthatunk tőle.
Kaposvári diplomamunkája a „Szerelemérzet vizualizációja” (Mestere: dr. Leitner Sándor). A festménysorozat képein a szerelem különböző állapotainak kivetítődését követhetjük nyomon, fatársulásokon keresztül. Az érzelmi állapotok megfogalmazódásai táj és utcaképein is megjelennek. Témaválasztásai közül jellemzőek Dunaföldvár hangulatos utcái, balatoni tájak… stb.
Később, 2005-ben, megszületik az úgynevezett „Fabulakráter” stílus. Képein mozgás és kolorit uralkodik. A vidám budoárfigurák mellett különös mesebeli variációkat láthatunk. A groteszk irónia optimista hangulatú, egyéni értelmezésben megmutatkozó világában Pipin király és Zsülike, avagy a franciaparókás Fülöp és lornyonos banyái, titkokról sugdolózó udvarhölgyek a főszereplők. Figuravilágában rokokó alakok és elvont, átírt klasszikus meseszereplők modern újraértelmezése jelenik meg: repülő zsabók és legyezők, dámák a budoárból, Piroska a farkasemberrel…

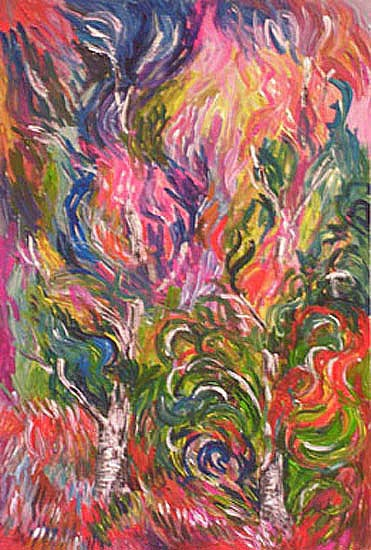
SCSK: Két lázas nyárfa, 2001.

Képeim fátylak, színes szűrők, melyeken a valóság darabkái megtapadnak. Egyszerre van jelen festményeimben a groteszk irónia, vagy expresszív nyers indulat, nőiesség és vidám kolorista életigenlés.

## Tanulmányok
- Budapest - Képzőművészeti műhely - 1991. Topor András festőművész vezetésével
- Baja - EJTF rajz szakkollégium -1994. Klossy Irén grafikus vezetésével
- Kaposvár - Kaposvári Egyetem Művészeti Főiskolai Kar
- 2001. Diplomamunka címe: "A szerelemérzet vizualizációja" - a szerelem különböző állapotainak megjelenítése fatársulásokon keresztül.
- Mestere: dr. Leitner Sándor festőművész
- Szálka - Képzőművészeti alkotótáborok - Decsi Kiss János Művésztelep

## Tárlatok, galériák
- Arany Galéria - Dunaújváros - 1999.
- Galéria Jazz Klub - önálló kiállítás "Cím nélkül" - Dunaújváros - 1999.
- Uitz Terem - "50 éves a város" - Dunaújváros - 2000.
- Cifrapalota - Kecskeméti Képtár - Kecskemét - 2000.
- Uitz Terem - "A csoport galéria" - Dunaújváros - 2001.
- Szent István Király Múzeum - "Fejér megyei őszi tárlat" - Székesfehérvár - 2001.
- Csokonai Terem - Kaposvári Egyetem - "A szerelemérzet vizualizációja" festménysorozat - Kaposvár - 2001.
- Korona Áruház - állandó tárlat - Dunaföldvár - 2005.
- Kortárs Galéria - (Bécsi u. 3.) - Budapest - 2005.
- Képíró Galéria - Budapest - 2005.
- Mednyánszky Galéria - Budapest - 2005.
- Belvárosi Galéria - Szekszárd - 2005.
- Dunaföldvári Művelődési Ház - "Dunaföldvár képekben" - Dunaföldvár - 2006.
- Bartók Kamaraszínház és Művészetek Háza - "VÁLTÓLÁZ" c. önálló kiállítás - Dunaújváros - 2007.
- Eötvös Loránd Tudományegyetem, Aula Étterem - időszaki önálló kiállítás - Budapest - 2007.
- "Földváriak" találkozója - Pusztaföldvár - 2007.
- Tiszaföldvári Művelődési Ház - "Földvárak művészei" - Tiszaföldvár - 2007.
- Kistérségi kiállítás - Paks - 2009.

## Külső hivatkozások
- Art Gallery SCSK – Schneider Csilla Krisztina hivatalos weblapja
- Art Dekor SCSK
- Lajoslepke és társai[halott link]
- Saatchi Gallery[halott link]